# Transformation (Militärwissenschaft)
Im Militärwesen versteht man unter einer Transformation die Fortentwicklung und den Einsatz von Methoden, welche militärischen Einheiten einen revolutionären Vorteil verschaffen. Sie kommen in einigen Fällen auch ohne die Entwicklung moderner Waffensysteme und deren Beschaffung aus und umfassen daher vor allem doktrinale und militärstrategische Weiterentwicklungen. Die Transformation von Streitkräften ist mehrdimensional zu erfassen, eine ihrer Methoden ist z. B. Concept Development & Experimentation.

## Historische Beispiele von Transformationen

### Nach dem Ersten Weltkrieg
Siehe auch: Blitzkrieg
Im Zuge der stetigen Wiederaufrüstung Deutschlands zur Zeit des Nationalsozialismus fand neben der Vergrößerung der Wehrmacht auch eine Transformation statt. Das von preußischen Traditionen dominierte Oberkommando der Wehrmacht hatte im Ersten Weltkrieg nur die technische Rolle von Panzern erkannt. Guderian orientierte sich jedoch an den strategischen Konzepten des lightning warfare der britischen Militärhistoriker Basil Liddell Hart und John Frederick Charles Fuller, entwickelte sie weiter und konnte Hitler trotz der Skepsis des Offizierskorps von seiner Strategie überzeugen. Dies führte zum Erfolg des Blitzkrieges weit über den Zweiten Weltkrieg hinaus und währenddessen dazu, dass die deutschen Panzertruppen die französischen trotz zahlenmäßiger Unterlegenheit besiegten (Frankreich besaß zu diesem Zeitpunkt die größte Panzertruppe der Welt). Dies rührte daher, dass die Deutschen ihre Panzertruppen massierten, demgegenüber die Franzosen sie nur in Vereinzelung zur Truppenunterstützung verwendeten.

### Nach dem Kalten Krieg
Die wichtigste Entwicklung nach dem Kalten Krieg ging von strategischen Überlegungen des US-Militärs aus, die versuchten, mit der sich anbahnenden Ausbreitung von niedrigschwelligen kriegerischen Auseinandersetzungen Schritt zu halten, da die Massenheere des 20. Jahrhunderts nicht mehr zu der aktuellen Entwicklung passten. Wichtige Einzelmaßnahmen wurden hierbei die Konzentration auf kleine und flexible Einheiten, die über das Network Centric Warfare-System miteinander vernetzt sind. Mit der Transformation des amerikanischen Heeres gingen auch Strukturmaßnahmen einher. Den Überlegungen der USA folgten vor allem die Verbündeten innerhalb der NATO, siehe auch Transformation der Bundeswehr.

## Verweise